# NGC 4274
NGC 4274 là tên của một thiên hà xoắn ốc có thanh chắn nằm trong chòm sao Hậu Phát. Khoảng cách của nó với Trái Đất của chúng ta là 45 triệu năm ánh sáng và kích thước biểu kiến của nó là 95.000 năm ánh sáng. Thiên hà này được nhà thiên văn học người Anh gốc Đức William Herschel phát hiện vào năm 1785.

## Đặc điểm
NGC 4274 nổi bật với cấu trúc nhánh xoắn ốc bên ngoài chồng lên nhau tạo thành một cấu trúc đai có đường kính là 2',8. Nhánh xoắn ốc bên trong bắt đầu ở rìa của điểm phình thiên hà. Chúng sáng và đầy bụi, các làn bụi của nó thì nổi bật ở gần mặt. Bên ngoài, ta nhìn thấy được cấu trúc rìa ở đó có những nhánh xoắn ốc mờ. Và những nhánh xoắn ốc này cũng tạo thành một cấu trúc đai với bán kính 5',9. Cấu trúc đai thứ 3 thì nằm ở gần nhân và có bán trục chính là 9", tương đương 680 parsec.
Thanh chắn của thiên hà này dài 5.000 parsec. Thanh chắn ở nhân thì gần như vuông góc với thanh chắn bên ngoài.

## Siêu tân tinh
Có một siêu tân tinh được quan sát là năm trong thiên hà NGC 4274 tên  là SN 1999ev. Siêu tân tinh này loại II, được Tom Boles phát hiện ngày 7 tháng 11 năm 1999 với độ sáng cao nhất là 15,2.

## Thiên hà lân cận
NGC 4274 là thành viên đầu tiên của nhóm NGC 4274. Những thành viên khác trong nhóm này là: NGC 4173, NGC 4245, NGC 4251, NGC 4283, IC 3215, NGC 4310, và NGC 4314.. Nó là một phần của nhóm Coma I, cũng như là một phần của siêu đám Xử Nữ.

## Dữ liệu hiện tại
Theo như quan sát, đây là thiên hà nằm trong chòm sao Hậu Phát và dưới đây là một số dữ liệu khác:
Xích kinh 12h 19m 50,6s
Độ nghiêng 29° 36′ 52″
Giá trị dịch chuyển đỏ 930 ± 7 km/s
Cấp sao biểu kiến 10,4
Kích thước biểu kiến 6′,8 × 2′,5
Loại thiên hà (R)SB(r)ab 